# Kalmückisches Kavalleriekorps
Das Kalmückische Kavalleriekorps war eine Einheit der Wehrmacht, gebildet im Zweiten Weltkrieg aus freiwilligen Kalmücken.

## Vorgeschichte
Mit dem Einfall der Wehrmacht in die Sowjetunion am 22. Juni 1941 begann das Unternehmen Barbarossa, das bis zum Herbst 1941 die Niederwerfung der Sowjetunion vorsah. Entgegen der deutschen Planung hielt sich die Sowjetunion, sodass 1942 mit der Operation Blau, der Eroberung Kaukasiens, die Ölfelder der Sowjetunion in deutsche Hand gelangen sollten und somit der Krieg zugunsten des Deutschen Reiches entschieden werden sollte. Im Verlauf der Operation Blau rückten Verbände der Wehrmacht im August 1942 in die Kalmückische ASSR (Teil der Russischen SFSR) ein. Dort hatten sich schon vor der Ankunft der deutschen Truppen Partisanengruppen zum Kampf gegen die Rote Armee und die sowjetische Herrschaft gebildet. Mit dem Einmarsch der Wehrmacht stellten sich diese kalmückischen Partisanen und weitere kalmückische Freiwillige unter das Kommando der Wehrmacht. Die Kalmücken erhofften sich vom deutschen Einmarsch in ihr Land die Befreiung von der Herrschaft Stalins, der ihre buddhistische Religion und ihre nomadische Lebensweise unterdrückte.

## Erste kalmückische Verbände in der Wehrmacht

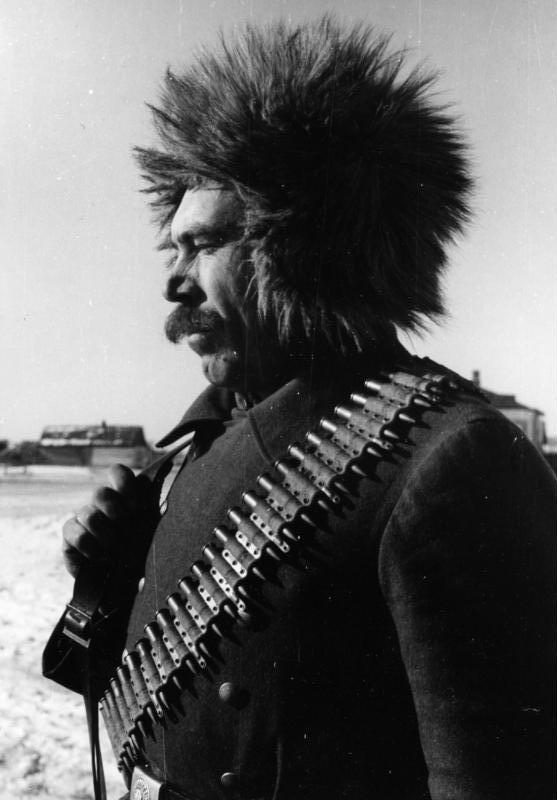
Soldat mit kalmückischer Kopfbedeckung

Die wichtigste deutsche Einheit in Kalmückien war die 16. motorisierte Infanterie-Division, die die kalmückischen Freiwilligen in drei verschiedene Gruppen unterteilte: Zum ersten in eine Polizeitruppe in den kalmückischen Ortschaften unter dem Kommando der dortigen kalmückischen Bürgermeister als Selbstschutz der Kalmücken, zum zweiten aus kleinen Abteilungen, die kalmückische Ortschaften militärisch besetzt hielten, die keine deutschen Besatzungstruppen aufwiesen und zum dritten aus Kavallerieeinheiten, die aktiv auf deutscher Seite am Kriegsgeschehen teilnahmen. Jeder dieser drei Freiwilligengruppen umfasste etwa eintausend Mann.
Die ersten beiden kalmückischen Kavallerieeinheiten wurden im September 1942 mit sowjetischen Beutewaffen ausgerüstet und uniformiert. Graf von Stauffenberg (der das Attentat vom 20. Juli 1944 auf Hitler verübte), zu der Zeit zuständig für die sogenannten Osttruppen der Wehrmacht, hat diese beiden kalmückischen Reiterverbände am 17. und 23. Oktober 1942 amtlich in den Bestand des deutschen Heeres aufgenommen. Sie erhielten am 30. November 1942 die offiziellen Bezeichnungen 1. Kalmückenschwadron 66 und 2. Kalmückenschwadron 66.
Sieben kalmückische Reiterschwadronen, ob schon amtlich als deutsche Heerestruppen geführt oder von den deutschen Fronttruppen als verbündete Verbände eingesetzt, wurden im Sommer und Herbst 1942 in der Nah- und Fernaufklärung und zum Niederkämpfen sowjetischer Spähtrupps und ins deutschbesetzte Gebiet einsickernde sowjetische Partisanen in der Kalmückensteppe verwendet. Als bestens vertraut mit der Landschaft leisteten sie erstklassige Kundschafterdienste. Die Kalmückenverbände klärten zu Pferde über hunderte von Kilometern die Lage bis zur unteren Wolga, ins Wolgadelta, nach Astrachan und zum Kaspischen Meer auf.

## Das Kalmückische Kavalleriekorps
Anfang 1943 wurden die kalmückischen Reiterschwadronen im Verband der 16. motorisierten Infanterie-Division von Dr. Otto Doll organisatorisch zusammengefasst. Doll gehörte dem deutschen militärischen Geheimdienst, der Amt Ausland/Abwehr, an und war seit Mitte August 1942 als Leiter des Abwehrtrupps 103 in der Kalmückensteppe, um gute Beziehungen zwischen der Wehrmacht und der kalmückischen Bevölkerung aufzubauen. Doll konnte durch sein Eintreten für die Belange der Kalmücken deren Vertrauen gewinnen und wurde deshalb auch von kalmückischer Seite als Kommandeur der Kalmückenverbände anerkannt.
Am 15. Januar 1943 wurden sechs kalmückische Reiterschwadronen als Kalmückenabteilung unter das Kommando der deutschen 444. Sicherungs-Division gestellt. Im Februar 1943 wurde von Doll aus den kalmückischen Reiterschwadronen und aus kalmückischen Flüchtlingen, die mit dem deutschen Rückzug aus dem Kaukasusraum ebenfalls ihre Heimat verließen, ein verstärktes Regiment mit drei Abteilungen gebildet. Da Doll der Kommandeur des kalmückischen Verbandes in der Wehrmacht war, wurde er deutscherseits meist „Kalmückenverband Dr. Doll“ genannt, die Kalmücken selber nannten ihn „Kalmyzki Kawalerijski Korpus“ (russisch Калмыцкий кавалерийский корпус; Kalmückisches Kavallerie-Korps, KKK).
Nach dem Rückzug aus dem Kaukasusraum lag das Kalmückische Kavalleriekorps seit Februar 1943 bei Taganrog am Asowschen Meer und führte berittene Aufklärung durch. Ende April 1943 wurde das inzwischen auf vier Abteilungen vergrößerte Kalmückische Kavalleriekorps der deutschen 6. Armee unterstellt und schützte bis Herbst 1943 die Bahnlinien beiderseits des Flusses Dnepr gegen Partisanenangriffe. Im Juni 1943 wurden der Offizier Basan Ogdonov des Kalmückenkorps mit einer kalmückischen Partisanengruppe von deutschen Flugzeugen zum Kampf gegen die Rote Armee nach Kalmückien geflogen. Weitere Einflüge von kalmückischen Agenten und Partisanen in ihre Heimat sollen bis zum Sommer 1944 erfolgt sein.
Am 31. August 1943 bestand das Kalmückische Kavalleriekorps aus vier Abteilungen zu je fünf Schwadronen. Jede Schwadron bestand aus fünf Zügen. Die Stärke einer Schwadron lag bei 100 bis 150 Mann. Jede der vier Abteilungen verfügte zudem über ein Jagdkommando, auch Jagdschwadron genannt, aus ausgesuchten Soldaten in Stärke von je etwa 60 Mann.
Am 23. Mai 1943 bestand das Korps aus 67 kalmückischen Offizieren und 3165 Unteroffizieren und Mannschaften. Am 6. Juli 1944 verfügte das Korps über 147 kalmückische Offiziere, 374 Unteroffiziere und 2917 Mannschaften. Außerdem wurde das Korps von einer größeren Anzahl Zivilisten begleitet, vor allem Frauen und Familienangehörigen der kalmückischen Soldaten. Zum Jahresende 1944 soll das Korps einen Gesamtbestand von etwa 5000 Mann gehabt haben.
Nach dem Tod von Doll im Sommer 1944 unterstellte sich das kalmückische Kavalleriekorps im September 1944 politisch dem Kalmückischen Nationalausschuß unter Samba Balinov in Berlin. Das Korps entsandte einen eigenen Verbindungsoffizier zum Kalmückischen Nationalausschuß, der auch gleichzeitig die Interessen des Korps beim General der Freiwilligen-Verbände im Oberkommando des Heeres, General der Kavallerie Ernst-August Köstring, wahrnahm.
Das Kalmückische Kavalleriekorps nahm ab Ende 1943 an den Rückzugskämpfen der Wehrmacht aus der Sowjetunion und über den Balkan teil und stand bei Kriegsende im Mai 1945 an der Drau. Dort wurde ein größerer Teil des Korps von jugoslawischen Partisanen und ein kleinerer Teil von britischen Truppen gefangen genommen und an die Sowjetunion ausgeliefert.

## Gliederung
- 1942: I.–V. Bataillon zu je 5 Kompanien